# العلاقات الباكستانية الجورجية
العلاقات الباكستانية الجورجية هي العلاقات الثنائية التي تجمع بين باكستان وجورجيا.

## مقارنة بين البلدين
هذه مقارنة عامة ومرجعية للدولتين:
| وجه المقارنة                                              | باكستان                     | جورجيا                          |
| --------------------------------------------------------- | --------------------------- | ------------------------------- |
| المساحة (كم2)                                             | 881.91 ألف                  | 69.70 ألف                       |
| عدد السكان (نسمة)                                         | 197.02 مليون                | 3.72 مليون                      |
| الكثافة السكانية (ن./كم²)                                 | 223.4                       | 53.37                           |
| العاصمة                                                   | إسلام آباد                  | تبليسي، كوتايسي                 |
| اللغة الرسمية                                             | لغة إنجليزية، اللغة الأردية | اللغة الجورجية، اللغة الأبخازية |
| العملة                                                    | روبية باكستانية             | لاري جورجي                      |
| الناتج المحلي الإجمالي (بليون دولار)                      | 304.95 مليار                | 15.16 مليار                     |
| الناتج المحلي الإجمالي (تعادل القوة الشرائية) بليون دولار | 946.67 مليار                | 35.68 مليار                     |
| الناتج المحلي الإجمالي الاسمي للفرد دولار أمريكي          | 1.43 ألف                    | 3.79 ألف                        |
| الناتج المحلي الإجمالي للفرد دولار أمريكي                 | 4.81 ألف                    |                                 |
| مؤشر التنمية البشرية                                      | 0.538                       | 0.754                           |
| رمز المكالمات الدولي                                      | +92                         | +995                            |
| رمز الإنترنت                                              | .pk                         | .ge، .გე ‏                       |
| المنطقة الزمنية                                           | ت ع م+05:00                 | ت ع م+04:00                     |

## منظمات دولية مشتركة
يشترك البلدان في عضوية مجموعة من المنظمات الدولية، منها:
| علم المنظمة | اسم المنظمة                   | تاريخ انضمام باكستان | تاريخ انضمام جورجيا |
| ----------- | ----------------------------- | -------------------- | ------------------- |
|             | يونسكو                        | 14 سبتمبر 1949       | 7 أكتوبر 1992       |
|             | الفريق المعني برصد الأرض      | ?                    | ?                   |
|             | مؤسسة التمويل الدولية         | 20 يوليو 1956        | 29 يونيو 1995       |
|             | منظمة التجارة العالمية        | ?                    | 14 يونيو 2000       |
|             | الاتحاد البريدي العالمي       | ?                    | ?                   |
|             | الاتحاد الدولي للاتصالات      | 26 أغسطس 1947        | 7 يناير 1993        |
|             | الأمم المتحدة                 | 30 سبتمبر 1947       | 31 يوليو 1992       |
|             | البنك الدولي للإنشاء والتعمير | 11 يوليو 1950        | 7 أغسطس 1992        |
|             | المنظمة الهيدروغرافية الدولية | ?                    | ?                   |

## وصلات خارجية
- موقع وزارة الخارجية الباكستانية
- موقع وزارة الخارجية الجورجية